# Зелений міст (Вільнюс)
Зелений міст (лит. Žaliasis tiltas) — міст через річку Вілію у Вільнюсі, що з'єднує вулицю Вільняус (Vilniaus gatvė) з вулицею Калварі (Kalvarijų gatvė). Споруджений в цьому місці, міст неодноразово руйнувався і заново відбудовувався. Сучасний міст був побудований після Другої світової війни і став одним з перших і найважливіших мостів, відновлених після війни.

## Історія

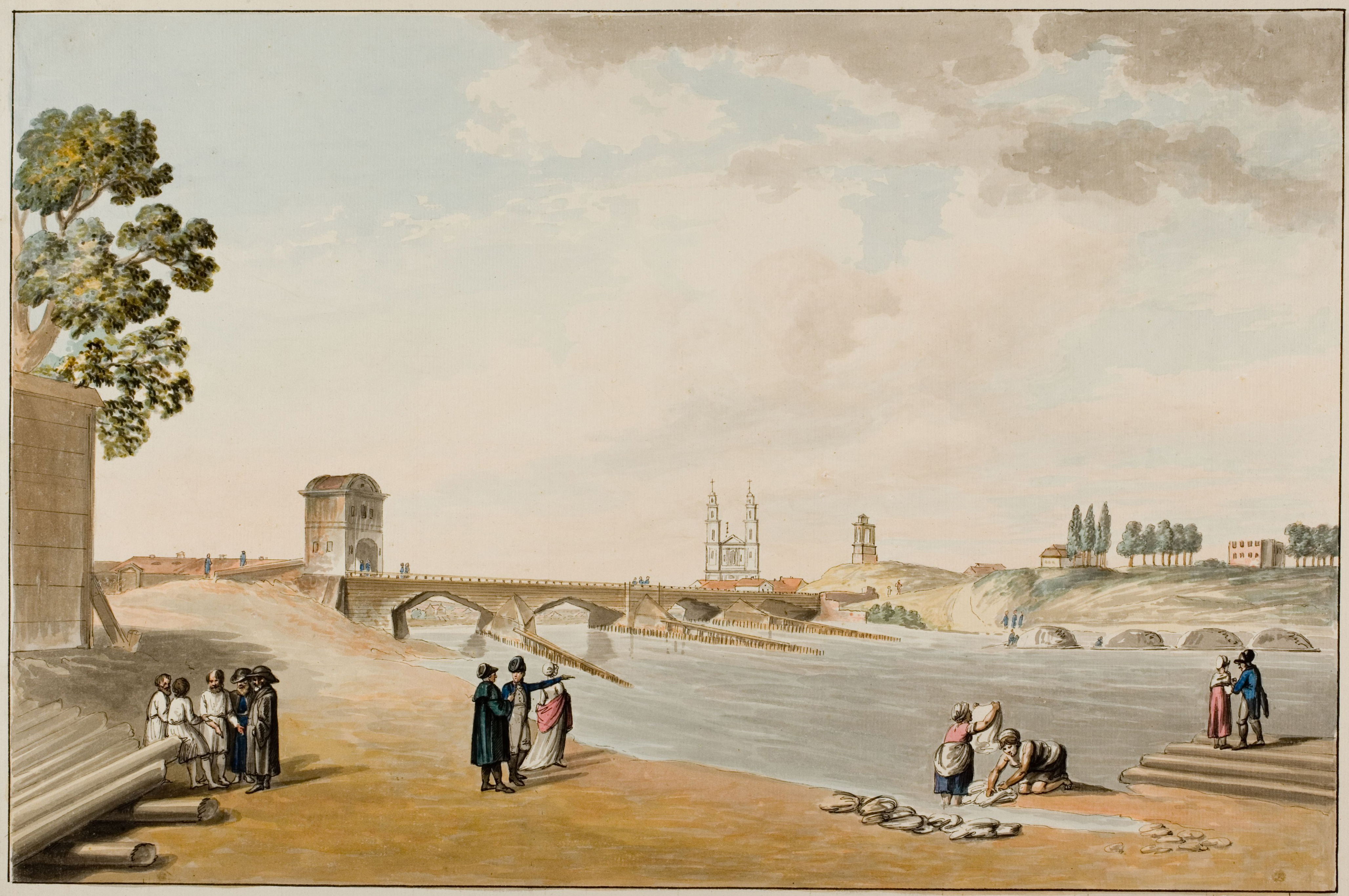
Зелений міст на малюнку. 1808 рік

Перша відома згадка існування мосту на шляху з Вільнюса до Укмерге належить до 1386 року. Детальніших відомостей про дату будівництва, конструкцію та подальшу долю не зберіглося.
У 1529 році король польський і великий князь литовський Сигізмунд Старий доручив воєводі віленському і канцлеру Великого Князівства Литовського Альберту Гоштовту збудувати кам'яний міст, однак цей задум не був здійснений. У 1536 році Сигізмунд Старий видав віленському городничому Ульріху Гозіусу привілей на будівництво моста біля дороги на Вількомир (Укмерге) і стягування плати за проїзд, на відшкодування витрат за його зведення. Спорудження моста було завершено його сином. Міст був дерев'яним на кам'яних опорах, на його кінцях стояли кам'яні ворота з житлом на другому поверсі для стражників і митників. Міст був критим; на його кінцях були побудовані торгові лавки. За переїзд по мосту стягувалася значна плата. У 1545 році міст був переданий у відання віленського магістрату. На початку XVII століття міст, за описом Алесандро Гваньїні, був кам'яним і зверху критим. Після пожежі 1655 року міст довго не відбудовували.
Новий міст був побудований тільки в 1674 році. Побудований Фіком за проєктом архітектора полковника Джамбаттиста Фредіані міст був дерев'яним, з арками. Весняні паводки йому завдавали шкоди, чому міст доводилося часто ремонтувати. У 1759 або 1766 роках міст був пофарбований в зелений колір; відтоді він носив свою теперішню назву. Для охорони мосту на його кінцях були побудовані кам'яні ворота.
У 1789 році проєкт нового моста розробив Лаурінас Гуцявічюс. Однак до будівництва був прийнятий проект Маураха. Роботами керував Мартін Кнакфус. Новий міст згорів в 1791 році і був відновлений тільки близько 1805 року. Відновлений міст зображений на акварелі Юзефа Пішаки (1808). При нашестя Наполеона в 1812 році міст був спалений відступаючими російськими частинами. Його відбудували в 1827—1829 роках (пізніше реставрувався в 1848 році); за відсутності моста, переправа здійснювалася за допомогою порому.
Відновлений міст був поділеним на чотири смуги, дерев'яним, арковим, на кам'яних опорах. Для захисту проміжних опор від льодоходу були влаштовані дерев'яні льодорізи. За час експлуатації мосту було здійснено кілька ремонтів без зміни самої конструкції.
У 1893—1894 роках (в деяких джерелах помилково вказується 1896 рік) за проєкт і під наглядом професора Н. А. Белелюбського міст був перебудований. Міст став однопролітним, з їздою понизу довжиною 85 метрів. За традицією він був пофарбований в зелений колір.
Журнал «Тиждень будівельника» в 1894 році писав, що «загальний вигляд мосту справляє дуже приємне враження».
Міст був підірваний відступаючими німцями в 1944 році.

## Сучасна споруда
Сучасний міст споруджений за проєктом ленінградського інституту «Проектстальконструкція» в 1948—1952 роках силами радянських військово-інженерних військ Прибалтійського військового округу. Він отримав ім'я генерала Івана Черняховського. Міст однопрогоновий та балковий, з криволінійним обрисом нижнього поясу. Довжина моста складає 102,9 м, ширина — 24 м, висота над рівнем води — 15 м. Підвалини моста облицьовані гранітом. На підвалинах мосту влаштовані гранітні спуски до води. Поручні мосту чавунні, художнього лиття.
Архітектурно-декоративну частину проєкту розробляв авторський колектив у складі архітектора Віктора Анікіна, конструктора Е. Попова, скульпторів Бронюса Пундзюса, Юозаса Мікенас, Пятраса Вайвади, Наполеонаса Пятруліса, Бернардас Бучас, Юозаса Кедайніс, Бронюса Вішняускаса.
На початку 1990-х років міст Черняхівського було перейменовано на Зелений міст, та 28 січня 1993 року внесено до реєстру культурних цінностей Литви.

### Радянські скульптури
У 1952 році по кутах новозбудованого мосту на гранітних постаментах було встановлено чотири скульптурні групи:
- «Промисловість та будівництво» (лит. Pramonė ir statyba; скульптори Наполеонас Пятруліс і Бронюс Вишняускас) — шахтар і будівельник, в південно-східному куті моста.
- «Сільське господарство» (лит. Žemės ūkis; скульптори Пятрас Вайвада і Бернардас Бучас) — механізатор і дівчина-хлібороб, в південно-західному куті моста.
- «На варті миру» (лит. Taikos sargyboje; скульптор Бронюс Пундзюс) — два солдати з прапором, в північно-східному кутку моста.
- «Молодь науки» (лит. Mokslo jaunimas; скульптори Юозас Мікенас і Юозас Кедайніс) — студент і студентка з книгами, в північно-західному куті моста[4].

Після відновлення незалежності Литви точилася дискусія щодо їх демонтажу. Під час першого етапу декомунізації скульптури не було демонтовано і в 1993 році міст разом зі скульптурами було занесено до реєстру пам'яток культурної спадщини. З початком російсько-української війни полеміка навколо цих символів радянської епохи вийшла на новий рівень.
Зрештою 20 липня 2015 року скульптури були демонтовані та зберігалися на муніципальному технічному майданчику до 2021 року коли були передані до Національного музею Литви.